# (8513) 1991 PK11
A (8513) 1991 PK11 a Naprendszer kisbolygóövében található aszteroida. Henry E. Holt fedezte fel 1991. augusztus 9-én.